# Andrej Chramov
Andrej Chramov, född den 17 januari 1981 i Basjkirien, rysk orienterare som tävlar för Hiisirasti i Finland. Har bland annat vunnit sex VM-guld, ett EM-guld och två JVM-guld under sin karriär.

## Meriter
- 6 VM-guld
- 2 JVM-guld
- 4 VM-silver
- 1 VM-brons
- 1 EM-guld
- 1 EM-silver
- 1 ryskt mästerskapssilver på 5 000 meter
- 1 totalseger och en andraplats i världscupen